# Олійня

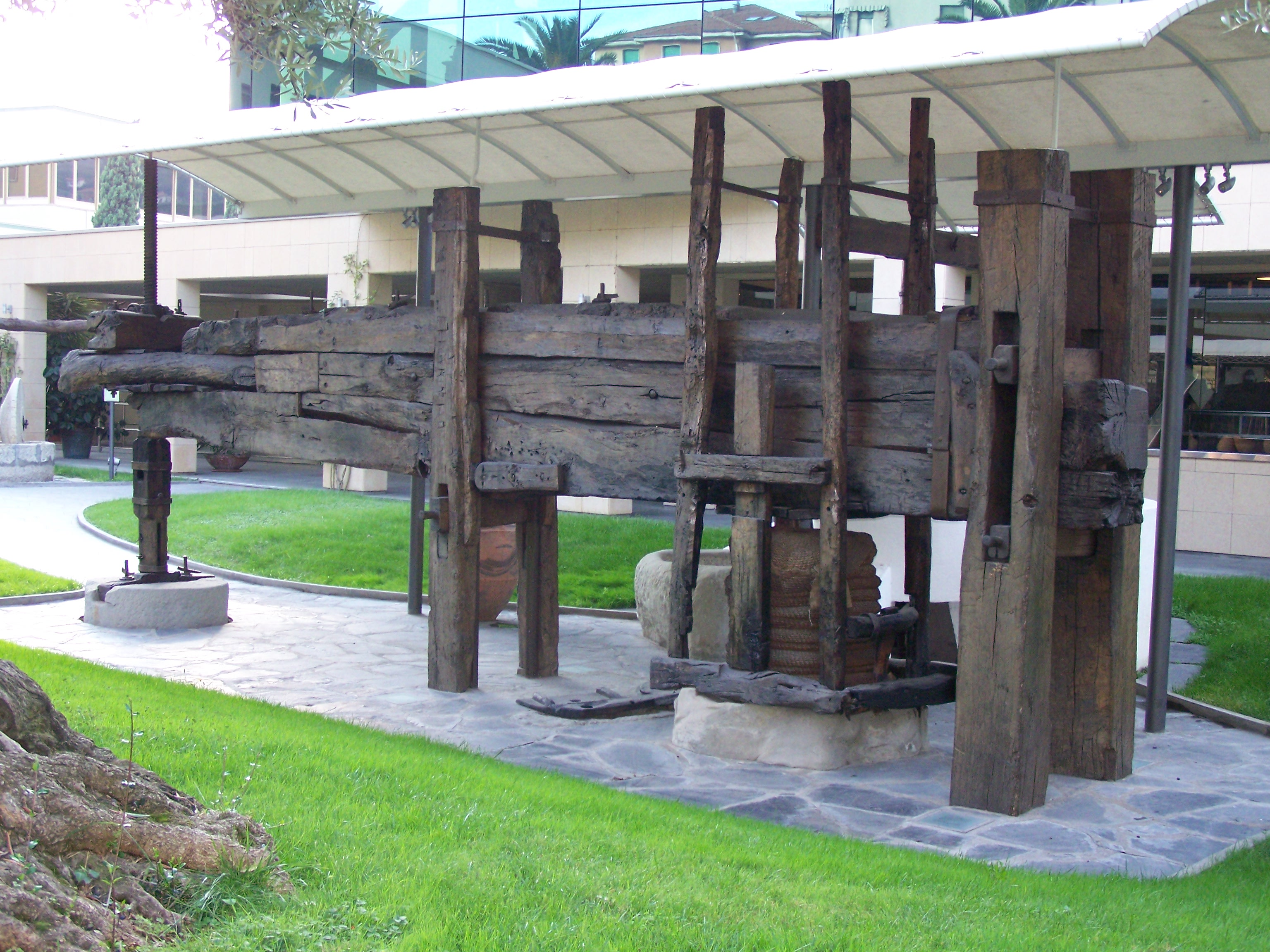
Хитний прес з гвинтовим підйомом XVII ст.

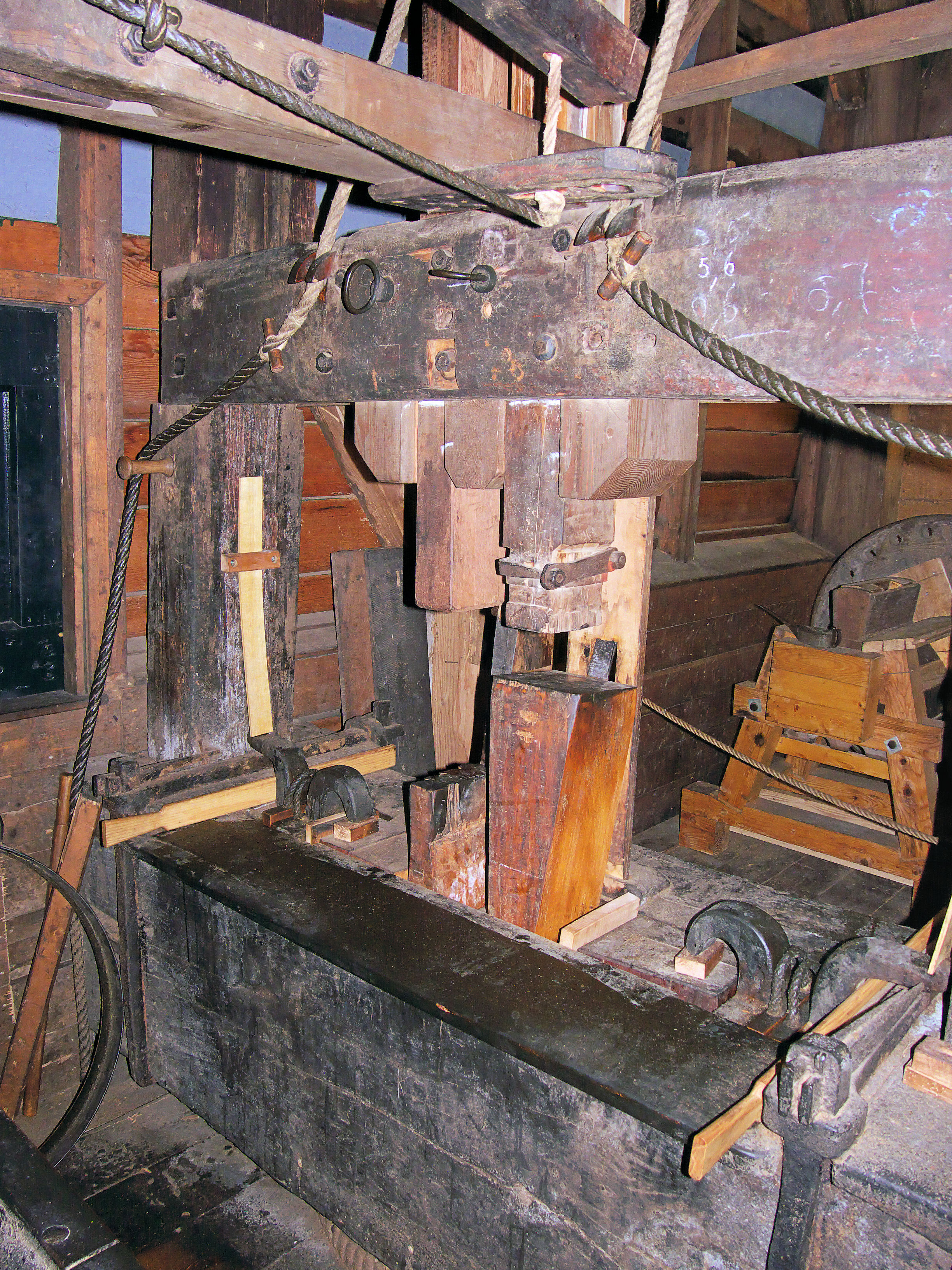
Клиновий прес

Олі́йня, олійниця або олійний завод — підприємство, яке займається виробництвом рослинної олії. Люди які займаються вичавлюванням олії або є власниками олієнь — називають олійниками.

## Історія
Преси, що використовують вагу важкої колоди підніманої і опусканої з одного кінця («хитні преси») відомі з I ст. до н. е. Первісно кінець підіймався за допомогою коловорота, пізніше з'явилися пристрої з гвинтами.
Наприкінці XIX — початку XX ст. на території України для чавлення олії використовували олійниці зі ступами й товкачами. Найпростіший тип був влаштований таким чином: на дерев'яних підставках-перехрестях встановлювалися два стовпи, один з який був споряджений гвинтовою різьбою (він називався «гвинт»), між ними перекидалася колода (стріла), із закріпленим на ній вертикальним товкачем, який поміщався в ступі. За допомогою гвинта опускали стрілу й разом з нею товкач, вичавлюючи олію.
Дещо складнішу будову мали гуцульські олійниці. На масивній підставці укріплялися два стовпи, між якими одна над однією три горизонтальних поперечки: нижня (колода), середня (стріла) і верхня (прави́ло). На колоді була заглибина, в якій лежав вовняний мішечок з піджареним насінням (кап, волосовий кап), з неї був пророблений отвір для стікання олії (цівка); стріла могла переміщатися догори і донизу в прорізах, на ній кріпився вертикально товкач (заяць); з обох кінців правила звисали на блочках (скраклях, скракниках) дерев'яні молотки (тарани). Підбиваючи над стрілою клини в прорізи, опускали її та вимушували заяць вичавлювати олію в колоді, вона виходила через цівку в підставлену миску.
Інший принцип дії мали клинові преси, які також були відомі з глибокої давнини. У ящику між кількох рухомих перегородок поміщаються два клини — прямий, що є робочим, і зворотний, що служить для звільнення робочого. Між перегородками і стінками поміщається зчавлювана маса. Вколочуючи робочий клин, стискують перегородки і олія вичавлюється з маси, витікаючи крізь отвори в перегородках. Заколочуванням зворотного клина можна звільнити робочий клин від тиску (заклинювання) і розібрати конструкцію.

## Типи підприємств
Розрізняють два типи подібних підприємств. Які розрізнюються за масштабами виробництва і за виробництвом різних типів олії.

### Традиційні олійниці

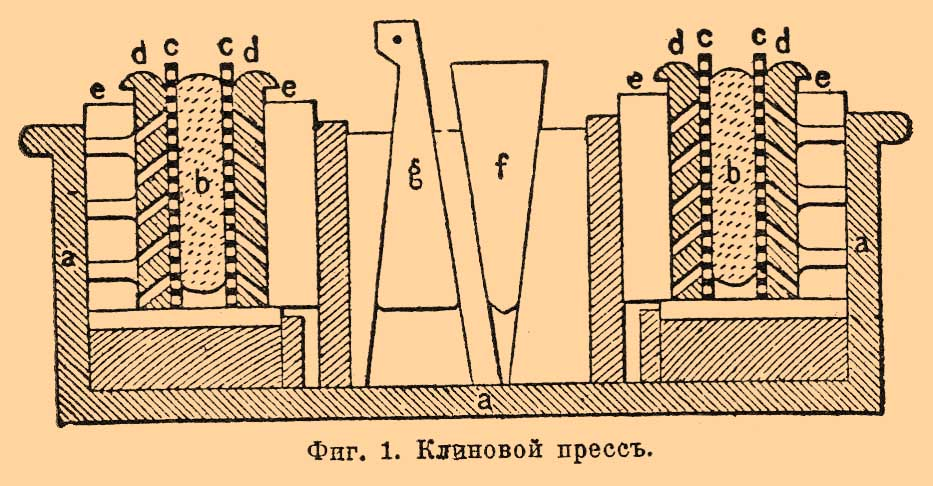
Клиновий прес. Малюнок з Енциклопедичного словника Брокгауза і Єфрона. Літерами позначені: a — стінки корита, b — зчавлювана маса, c, d — дошки з отворами, e — суцільні дошки, f — клин для вичавлювання, g — клин для розтискання робочого клина.

В 90-х роках таких підприємств було сотні, але в 00-х їхня кількість стрімко зменшилася із-за підвищення санітарних, сертифікаційних вимог, великої конкуренції між собою та появою великих олійноекстрактних заводів які наситили ринок України олією. Підприємства такого типу спеціалізуються на виробництві сиродавлених нерафінованих рослинних олій та органічних олій, як правило олійниці належать до малих і середніх підприємств регіонального рівня. Наприклад: Деївська олійниця та інші.

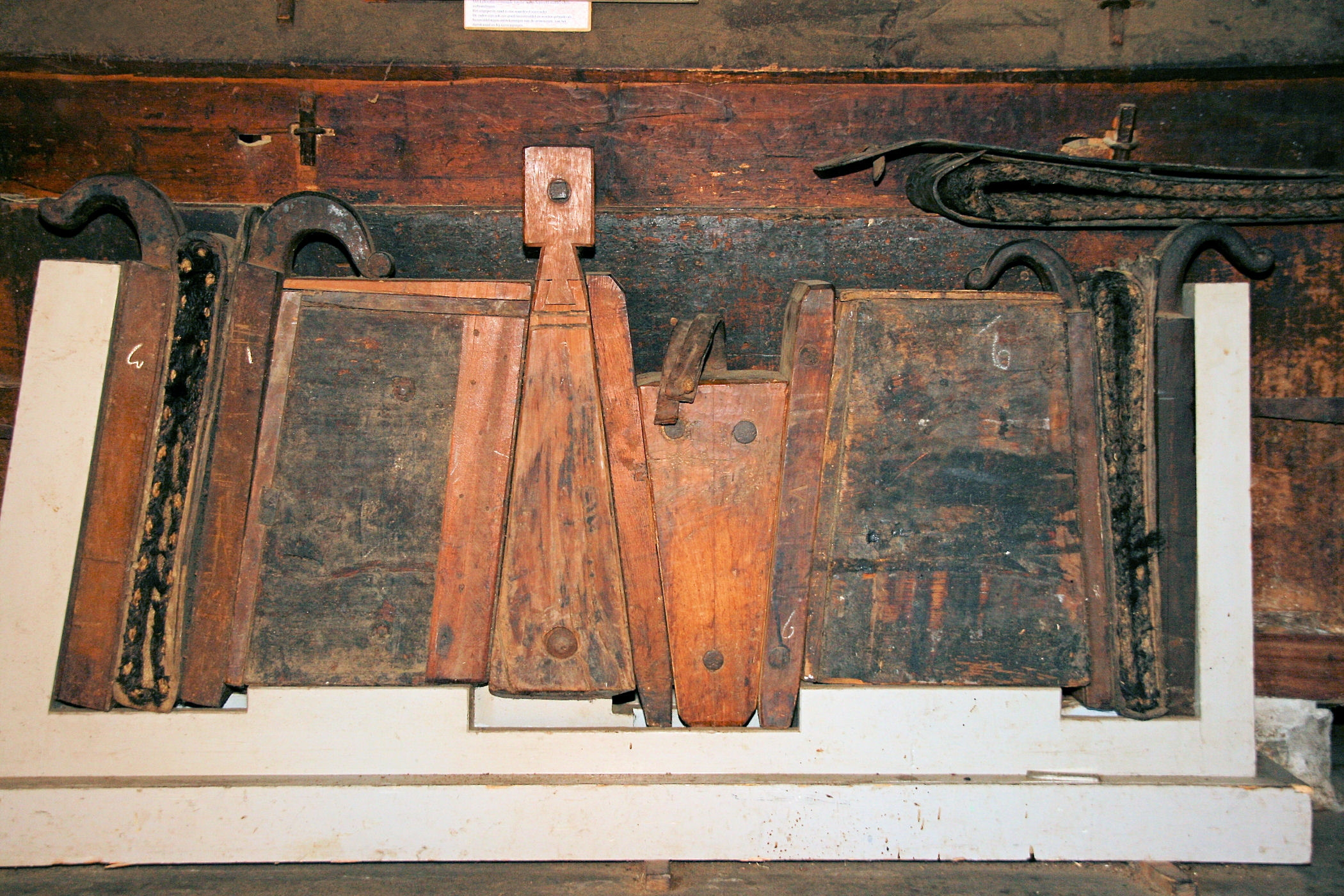
Клиновий прес олійні Het Pink, громада Занстад, Нідерланди.

### Олійноекстрактні заводи (ОЕЗ)
Підприємства які виробляють рафіновану рослинну олію із вторсировини, олійноекстрактні заводи належать в більші мірі до середніх та великих підприємств. Найбільший виробник рафінованої соняшникової олії в Україні, американська компанія Bunge Limited (ТМ Олейна, ТМ Розумниця), український аграрний гігант Кернел, Королівський Смак та інші.

## Олійні в Україні
Україна займає лідируючі позиції в світі за кількістю вирощування соняшника і давки соняшникової олії. На сьогодні в Україні найбільша кількість маслоекстрактних заводів та олійниць ніж в будь-якій іншій країні.